# Jordan Cronenweth
Jordan Scott Cronenweth (Los Ángeles, 20 de febrero de 1935 - id., 29 de noviembre de 1996) fue un director de fotografía estadounidense. Fue reconocido por su característico estilo de fotografía de gran textura, inspirada en el cine negro, que puede apreciarse en películas como Zandy's Bride, Gable and Lombard, Altered States o Peggy Sue Got Married. Es recordado principalmente por su trabajo en la película de ciencia ficción Blade Runner, a la que se le atribuye la codificación de la estética ciberpunk y por la que resultó ganador de un premio BAFTA, entre otros galardones.
Recibió además una nominación al premio Óscar y el Premio ASC al Logro Sobresaliente en Fotografía, ambos por Peggy Sue Got Married. Es considerado uno de los directores de fotografía más influyentes de todos los tiempos. Fue miembro de la American Society of Cinematographers y es el padre del también director de fotografía Jeff Cronenweth.

## Biografía
Nacido en Los Ángeles (California) el 20 de febrero de 1935, Cronenweth asistió a la Escuela Preparatoria North Hollywood y luego a Los Angeles City College, donde se especializó en Ingeniería. Mientras estudiaba en la universidad, trabajó como asistente de laboratorio de cine en Columbia Pictures y actuó como cámara en la película musical Oklahoma! (1955). Posteriormente pasó a ser director de fotografía, participando en películas como The Front Page (1974) de Billy Wilder.
Su aclamado trabajo en la película ciencia ficción Blade Runner (1982) obtuvo el Premio a la Mejor Fotografía de la Asociación de Críticos de Cine de Los Ángeles, el BAFTA a la mejor fotografía, y sendas nominaciones al Premio de la Sociedad Británica de Directores de Fotografía y a los Premios del Círculo de Críticos de Cine de Nueva York. En diciembre de 1983 se hizo cargo de la fotografía de la película del concierto Stop Making Sense (1984) de Talking Heads, el cual dirigió Jonathan Demme. Por Peggy Sue Got Married (1986), ganó el Premio ASC al Logro Sobresaliente en Fotografía y consiguió una nominación al Óscar a la mejor fotografía.
Cronenweth fue contratado inicialmente como director de fotografía para The Adventures of Buckaroo Banzai Across the 8th Dimension (1984), pero a mitad de producción los productores lo reemplazaron por Fred J. Koenekamp. También fue reemplazado a las dos semanas de comenzar la producción de Alien³ (1992) después de que empeorara su enfermedad, siendo sustituido por Alex Thomson. Murió en 1996 a la edad de 61 años a causa de la enfermedad de Parkinson que padecía.
Una encuesta realizada a sus compañeros de profesión en 2003 por el International Cinematographers Guild, situó a Cronenweth entre los diez directores de fotografía más influyentes de todos los tiempos. En 2019, Blade Runner fue ubicada en el puesto 2 de la lista de las 100 películas con mejor fotografía del siglo XX, realizada por la ASC.

## Vida personal
Él y su primera esposa, Carol, tuvieron tres hijos: Christie Cronenweth, Tim Cronenweth y Jeff Cronenweth, que también sería director de fotografía. Más tarde se casó con Shane Cronenweth.
A Cronenweth se le diagnosticó la enfermedad de Parkinson en 1978. A pesar del dolor, continuaría trabajando durante 13 años más.

## Filmografía
- Trilogy (1969) - Segmento «A Christmas Memory»
- Brewster McCloud (1970)
- The Touch of Satan (1971)
- Cry for Me, Billy (1972)
- Play It As It Lays (1972)
- Birds of Prey (1973)
- The Nickel Ride (1974)
- Zandy's Bride (1974)
- The Front Page (1974)
- Gable and Lombard (1976)
- One in a Million: The Ron LeFlore Story (1977)
- Handle with Care (1977)
- Rolling Thunder (1977)
- And I Alone Survived (1978)
- Transplant (1979)
- Altered States (1980)
- Cutter's Way (1981)
- Best Friends (1982)
- Blade Runner (1982)
- Stop Making Sense (1984) - Concierto de Talking Heads
- The Adventures of Buckaroo Banzai Across the 8th Dimension (1984) - Sin acreditar
- Just Between Friends (1986)
- Peggy Sue Got Married (1986)
- Gardens of Stone (1987)
- U2: Rattle and Hum (1988) - Concierto de U2
- State of Grace (1990)
- Get Back (1991) - Concierto de Paul McCartney
- Final Analysis (1992)

## Premios y nominaciones
Premios de la Academia
- Nominado: Óscar a la mejor fotografía; Peggy Sue Got Married (1986)

Premios BAFTA
- Ganador: BAFTA a la mejor fotografía; Blade Runner (1982)

Premios ASC
- Ganador: Premio de la American Society of Cinematographers al Logro Sobresaliente en Fotografía; Peggy Sue Got Married (1986)

Premios BSC
- Nominado: Premio a la Mejor Fotografía de la Sociedad Británica de Directores de Fotografía; Blade Runner (1982)

Premios de la Asociación de Críticos de Cine de Los Ángeles
- Ganador: Premio a la Mejor Fotografía de la Asociación de Críticos de Cine de Los Ángeles; Blade Runner (1982)

Premios del Círculo de Críticos de Cine de Nueva York
- Nominado: Mejor Director de Fotografía en los Premios del Círculo de Críticos de Cine de Nueva York; Blade Runner (1982)